# 岩卷尾袋貂属
岩卷尾袋貂屬（岩卷尾袋貂），哺乳綱的一屬，而與岩卷尾袋貂屬（岩卷尾袋貂）同科的動物尚有假掌袋貂屬（低地假掌袋貂）、大袋鼯屬（大袋鼯）、環尾袋貂屬（粗卷尾袋貂）等之數種哺乳動物。